# Anthemiphylliidae
Anthemiphylliidae  is een familie van neteldieren uit de klasse van de Anthozoa (bloemdieren). 

## Geslacht
- Anthemiphyllia Pourtalès, 1878